# Patryk Chyliński
Patryk Chyliński (ur. 1 marca 1992 w Gdańsku) – polski artysta współczesny, muzyk eksperymentalny. Twórca instalacji interaktywnych, łączy świat rzeczywisty ze światem cyfrowym.

## Nagrody
- Laureat Nagrody Międzynarodowe Biennale Sztuki Mediów WRO (2017)[1]
- Nominacja do nagrody Arts Cern

## Wystawy
- 2017 Za siedmioma, Warszawa[2]
- 2017 BIENNALE WRO 2017 DRAFT SYSTEMS, Wrocław
- 2017 Państwowa Galeria Sztuki, Sopot
- 2017 Galeria Arsenał, Poznań